# Ес-асијенда де Санто Доминго Тултенанго (Ел Оро)
Ес-асијенда де Санто Доминго Тултенанго (шп. Ex-hacienda de Santo Domingo Tultenango) насеље је у Мексику у савезној држави Мексико у општини Ел Оро. Насеље се налази на надморској висини од 2570 м.

## Становништво
Према подацима из 2005. године у насељу је живело 9 становника.

### Хронологија
| Година       | 2005 |
| ------------ | ---- |
| Становништво | 9    |

### Попис
| # | Индикатор                        | Вредност |
| - | -------------------------------- | -------- |
| 1 | Укупно појединачних домаћинстава | 2        |